# زبان‌شناسی اینترنت
زبان‌شناسی اینترنت (به انگلیسی: Internet linguistics) دامنه‌ای از زبان‌شناسی است، و سبک‌ها و فرم‌های زبان جدیدی که تحت‌تأثیر اینترنت و سایر رسانه‌های جدید، مانند پیام‌های متنی سرویس پیام کوتاه پدید آمده‌اند را مطالعه می‌کند. از آغاز تعامل انسان و رایانه که منجر به ارتباطات با واسطه رایانه و ارتباطات اینترنتی شد، متخصصانی مانند گرچن مک‌کالک اذعان کرده‌اند که زبان‌شناسی نقش کمک‌کننده‌ای در آن دارد. شرایط رابط وب و قابلیت استفاده مطالعه زبان در حال ظهور در اینترنت می‌تواند به بهبود سازماندهی مفهومی، ترجمه و قابلیت استفاده از وب کمک می‌کند. چنین مطالعه‌ای با هدف سود بردن هر دو قشر، زبان‌شناسان و کاربران وب، همراه است.
مطالعه زبان‌شناسی اینترنت می‌تواند از چهار دیدگاه انجام شود: زبان‌شناسی اجتماعی، آموزش، سبک‌شناسی و زبان‌شناسی کاربردی. در نتیجه پیشرفت‌های تکنولوژیکی ابعاد بیشتری توسعه یافته است، که شامل توسعه وب به عنوان پیکره متنی و گسترش و تأثیر تغییرات سبکی است که توسط گسترش اینترنت، از طریق رسانه‌های گروهی و از طریق آثار ادبی ایجاد شده است. با توجه به افزایش تعداد کاربران متصل به اینترنت، آینده زبان‌شناسی اینترنت هنوز مشخص نیست، زیرا فن‌آوری‌های جدید رایانه‌ای به ظهور و گسترش خود ادامه می‌دهند و مردم زبان‌های خود را متناسب با این رسانه‌های جدید تطبیق می‌دهند. اینترنت همچنان هم در تشویق مردم و هم در منحرف کردن توجه از استفاده از زبان‌ها نقش مهمی ایفا می‌کند.